# Gieorgij Skriebicki
Gieorgij Aleksiejewicz Skriebicki (ros. Георгий Алексеевич Скребицкий; ur. 20 lipca 1903, zm. 18 sierpnia 1964) – radziecki pisarz-naturalista. Autor utworów dla dzieci o leśnej przyrodzie. Pochowany na Cmentarzu Wagańkowskim.

## Wybrana twórczość
- Opowiadania myśliwego[2] (Рассказы охотника)
- Moje spotkania ze zwierzętami
- Malarze czarodzieje[3] (Четыре художника)

### Scenariusze filmowe
- 1951: Leśni podróżnicy
- 1954: W leśnej gęstwinie

Źródło:

## Literatura
- G. Skriebicki, Malarze czarodzieje, przekł. z ros. Eleonora Karpuk, Krajowa Agencja Wydawnicza, Łódź 1986.
- G. Skriebicki, Moje spotkania ze zwierzętami, przeł. z ros. Zofia Łapicka, "Nasza Księgarnia", Warszawa 1966.
- G. Skriebicki, Opowiadania myśliwego, tł. z jęz. ros. Leonard Podhorski-Okołów, "Nasza Księgarnia", Warszawa 1951 (1953).